# Princess
Princess是英语单词“Prince”的阴性形式。在欧洲王室中，通常是授予君主女性家庭成员的爵位。类似的头衔有西班牙、葡萄牙王室使用的Infanta（Infante的阴性形式）。
中文通常将prince译作皇子或王子，更为贴切的翻译是亲王。而中文翻译Princess时，通常不会翻译为女亲王或亲王妃，而是根据对象的不同，翻译成公主或王妃，如玛格丽特公主和戴安娜王妃。另一种特别的翻译是，如获得这一爵位的人是君主的孙女，则按中国政治习俗翻译为郡主。如媒体报道中，称英国女王伊丽莎白二世的孙女为比亚特丽斯郡主；香港紅十字會以雅麗珊郡主之名命名雅麗珊郡主學校。更为特殊的翻译是，中文媒体将退位的荷兰女王朱丽安娜（使用Princess头衔）称为王太后，而非东亚退位君主使用的太上王称号。
君主后裔中，通常男性后代及其子女自出生仍可获得Prince、Princess的头衔。而女性后代如果不能继承王位，那么她的后代将不会获得Prince、Princess的的头衔。英国王室中，依照乔治五世在1917年颁布的规定，王储长子的长子享有Prince头衔，但如是女儿则不会享有Princess头衔。2011年10月28日，英国修订《1701年嗣位法令》后，从威廉王子的子女，享有平等的继承权。2013年1月9日，伊丽莎白二世发布诏书宣布，威廉王子第一个孩子若是女性，她将获得Princess头衔。

## 相关
- 公主